# Садовое (Актюбинская область)
Садовое (каз. Садовое) — бывшее село в Актюбинской области Казахстана. Находилось в подчинении городской администрации Актобе. В 2018 году стало жилым массивом города Актобе в составе Алматинского административного района. Входило в состав Благодарного сельского округа. Код КАТО — 151031500.

## Население
В 1999 году население села составляло 540 человек (264 мужчины и 276 женщин). По данным переписи 2009 года, в селе проживали 653 человека (318 мужчин и 335 женщин).